# جمهوری تمرکزگرای مکزیک
جمهوری تمرکزگرای مکزیک (به اسپانیایی: República Centralista de México‎)، یا در پژوهش‌های انگلیسی زبان، جمهوری مرکزی، رسماً جمهوری مکزیک (به اسپانیایی: República Mexicana‎)، یک حکومت سیاسی متمرکز بود که در ۲۳ اکتبر ۱۸۳۵ پس از لغو قانون اساسی فدرالیست سال ۱۸۲۴ بر اساس قانون اساسی جدید معروف به هفت قانون در مکزیک تأسیس شد.
محافظه کاران مکزیکی آشوب سیاسی دوران فدرال ناشی از توانمندسازی ایالات نسبت به دولت فدرال، مشارکت مردان غیر نخبه در سیستم سیاسی از طریق حق رأی همگانی مردان، شورش‌ها و رکود اقتصادی را به ضعف دولت فدرال نسبت دادند. نخبگان محافظه کار راه حل مسئله را از بین بردن سیستم فدرال و ایجاد یک سیستم متمرکز، به یاد نظام سیاسی در دوران استعمار می‌دانستند.
مشخصه این دوره تلاشهای متعدد برای جدایی در سراسر مکزیک و دو درگیری بین‌المللی بود: جنگ شیرینی، ناشی از ادعاهای اقتصادی شهروندان فرانسوی علیه دولت مکزیک و جنگ مکزیک و آمریکا، در نتیجه انضمام تگزاس توسط ایالات متحده.

جمهوری مرکزیت با جنبش‌های جدایی طلبانه حاصل از انحلال جمهوری فدرال.